# Sammlung für Demokratie und Freiheit
Die Sammlung für Demokratie und Freiheit (englisch Rally for Democracy and Liberty, abgekürzt als R.D.L.; französisch Rassemblement pour la Démocratie et la Liberté) ist eine tschadische Rebellengruppe, die im August 2005 von ehemaligen Angehörigen der tschadischen Streitkräfte, welche desertierten und sich unter ihrem Gründer und derzeitigen Anführer Mohammed Nour vereinigten, gegründet wurde.
Als Hauptziel wird angegeben, die Regierung des derzeitigen Präsidenten Idriss Déby stürzen und Wahlen nach einer zweijährigen Übergangszeit abzuhalten zu wollen. Die Sammlung für Demokratie und Freiheit hat Basen im östlichen Tschad und in der Darfur-Region des Sudan. Am 18. Dezember 2005 attackierte die Sammlung für Demokratie und Freiheit tschadische Truppen, welche in der Stadt Adre stationiert waren, was zur aktuellen Krise in den Beziehungen zwischen dem Tschad und Sudan führte.